# Эру (Од)
Эру́ (фр. Airoux) — коммуна во Франции в регионе Лангедок — Руссильон, департамент Од.
Население — 126 человек (1999), площадь — 5,49 км². Соответственно плотность населения составляет 22,95 чел./км².
Коммуна расположена на расстоянии около 620 км к югу от Парижа, 165 км западнее Монпелье, 45 км северо-западнее Каркасон.

## Демография
| 1962 | 1968 | 1975 | 1982 | 1990 | 1999 |
| ---- | ---- | ---- | ---- | ---- | ---- |
| 137  | 142  | 112  | 100  | 110  | 126  |